# Murrayona phanolepis
Murrayona phanolepis är en svampdjursart som beskrevs av Randolph Kirkpatrick 1910. Murrayona phanolepis ingår i släktet Murrayona och familjen Murrayonidae.
Artens utbredningsområde är havet kring Julön. Inga underarter finns listade i Catalogue of Life.